# سیوداد اوبرگن
سیوداد اوبرگن (به اسپانیایی: Ciudad Obregón) از شهرهای کشور مکزیک است که در ایالت ایالت سونورا قرار دارد و جمعیت آن طبق سرشماری سال ۲۰۱۰ میلادی ۴۰۵٬۰۰۰ نفر بوده است.